# Zapadłe (powiat słupski)
Zapadłe (kaszb. Zapadłé lub Albertinowé Błoto, niem. Albertinenbruch) – osada w Polsce położona w województwie pomorskim, w powiecie słupskim, w gminie Ustka. 
Osada wchodzi w skład sołectwa Przewłoka. W jej pobliżu znajduje się Orzechowska Wydma.
W latach 1975–1998 miejscowość administracyjnie należała do województwa słupskiego.

## Nazwa
Nazwa jest tzw. chrztem nazewniczym. Ma charakter pseudotopograficzny. Powstała przez substantywizację przymiotnika zapadłe w znaczeniu „miejsce odludne, odległe”. Niemiecka nazwa Albertinenbruch, odnotowana w źródłach po raz pierwszy w 1789, ma charakter pamiątkowy i powstała ze złożenia dwóch członów: nazwy własnej Albertine „Albertyna” i nazwy pospolitej Bruch „moczar, trzęsawisko”.
Rada Języka Kaszubskiego proponuje kaszubską formę nazwy Zapadłé.